# Hansjörg Süberkrüb
Hansjörg Süberkrüb (* 2. Oktober 1919 in Felde; † 11. September 2009 in Felde) war ein deutscher Bibliothekar.

## Leben
Süberkrüb studierte Geschichte, Germanistik und Psychologie und promovierte 1951 im Fach Geschichte bei Wilhelm Koppe an der Universität Kiel. Nach seiner bibliothekarischen Ausbildung an der Bibliotheksschule Hamburg arbeitete er von 1954 bis 1955 an der Stadtbücherei Kiel, danach war er von 1956 bis 1981 Direktor der Stadtbibliothek Bielefeld, die danach von seiner Tochter geleitet wurde. Von 1965 bis 1973 war er Vorsitzender des Deutschen Bibliotheksverbands (DBV).
Von 1968 bis 1971 war er Mitherausgeber der Zeitschrift Bücherei und Bildung.

## Ehrungen
- 1975: Verdienstkreuz am Bande der Bundesrepublik Deutschland
- 1982: Verdienstkreuz 1. Klasse der Bundesrepublik Deutschland

## Schriften (Auswahl)
- Der deutsche Kaufmann als Gast in den dänischen Städten im 13. Jahrhundert. Dissertation Universität Kiel 1951.
- Die öffentliche Bibliothek. Aufgabe, Politik, Zukunft. Deutscher Büchereiverband, Berlin 1967.
- (Hrsg.): Öffentliche Bibliothek heute. Werkstattberichte [Festschrift Rudolf Joerden]. Deutscher Büchereiverband, Berlin 1971.
- (mit Claudia Kolbe): Modell einer Bibliothekssoziographie. Der Bielefelder Raum als Bibliothekslandschaft ; eine bibliothekssoziographische Untersuchung. Deutscher Bibliotheksverband, Berlin 1974, ISBN 3-87068-708-8.
- Bibliotheksplanung im Bereich der Öffentlichen Bibliotheken 1960-1973. In: Otfried Weber (Hrsg.): Bibliothek und Buch in Geschichte und Gegenwart. Festgabe für Friedrich Adolf Schmidt-Künsemüller zum 65. Geburtstag am 30. Dez. 1975. Verlag Dokumentation, München 1976, S. 276–296, ISBN 3-7940-3311-6.
- Die öffentliche Bibliothek der Stadt auf dem Weg in die Achtziger Jahre (= Materialien der Stadtbibliothek in Bielefeld, Bd. 6). Kramer, Bielefeld 1978 (2. Aufl. 1980).
- Zwischen den Stühlen. Von der Volksbücherei zur allgemeien öffentlichen Bibliothek. Erinnerungen des Bibliothekars Hansjörg Süberkrüb 1945-1981. Kiel 1998.